# Saint-Médard-en-Jalles
Saint-Médard-en-Jalles is een gemeente in het Franse departement Gironde (regio Nouvelle-Aquitaine). De gemeente telde 32.749 inwoners op 1 januari 2022. De plaats maakt deel uit van het gemeentelijk samenwerkingsverband Bordeaux Métropole en het arrondissement Bordeaux.
In de gemeente is er luchtvaart- en ruimtevaartindustrie.

## Geschiedenis

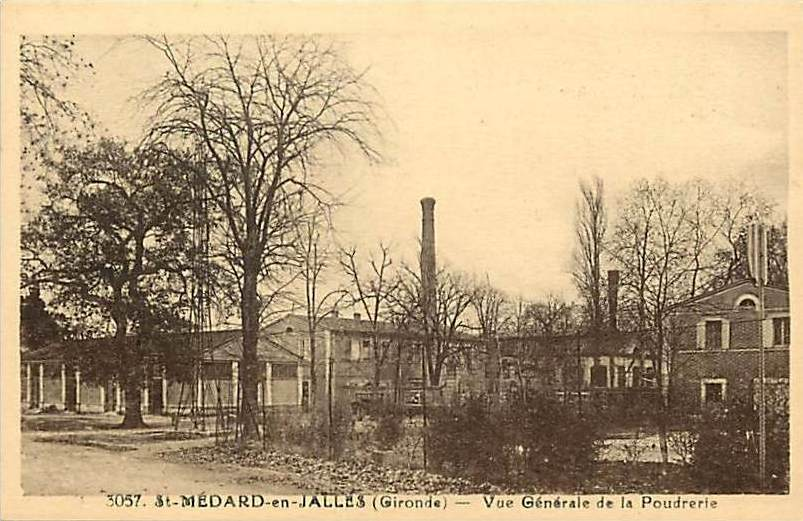
De Poudrerie Nationale aan het begin van de 20e eeuw

In de middeleeuwen lagen hier verschillende gehuchten die afhingen van verschillende heren of van de stad Bordeaux. Op het einde van de middeleeuwen werd de parochie Saint-Médard gesticht. Op de talrijke beken (jalles) lagen watermolens waar voornamelijk graan werd gemalen. In 1660 verschenen de eerste watermolens die gebruikt werden voor de productie van buskruit. Elf jaar later ontstond hieruit de Poudrerie Royale waar buskruit voor het Franse leger werd geproduceerd. Na de Franse Revolutie werd dit de Poudrerie Nationale. In het westen van de gemeente kwam er een groot militair oefenterrein. Aan het einde van de 19e eeuw breidde de fabriek nog uit en groeide de tewerkstelling. Vanaf 1961 ontstond rond de fabriek een testcentrum voor raketten. Vanaf 1971 kreeg de Poudrerie de naam SNPE en diversifieerden de activiteiten.
In het militaire kamp Camp de Souge werden tijdens de Tweede Wereldoorlog meer dan 300 gevangenen geëxecuteerd door de Duitsers. De Poudrerie Nationale werd eind april 1944 het doelwit van een grootscheeps geallieerd luchtbombardement.

## Geografie
De oppervlakte van Saint-Médard-en-Jalles bedroeg op 1 januari 2022 85,28 vierkante kilometer; de bevolkingsdichtheid was toen 384 inwoners per km². De plaats ligt ten westen van Bordeaux, op 13 km van het stadscentrum. De gemeente is opgedeeld in acht wijken: Bourg, Gajac, Corbiac, Magudas, Caupian, Hastignan, Issac en Cérillan.
De onderstaande kaart toont de ligging van Saint-Médard-en-Jalles met de belangrijkste infrastructuur en aangrenzende gemeenten.

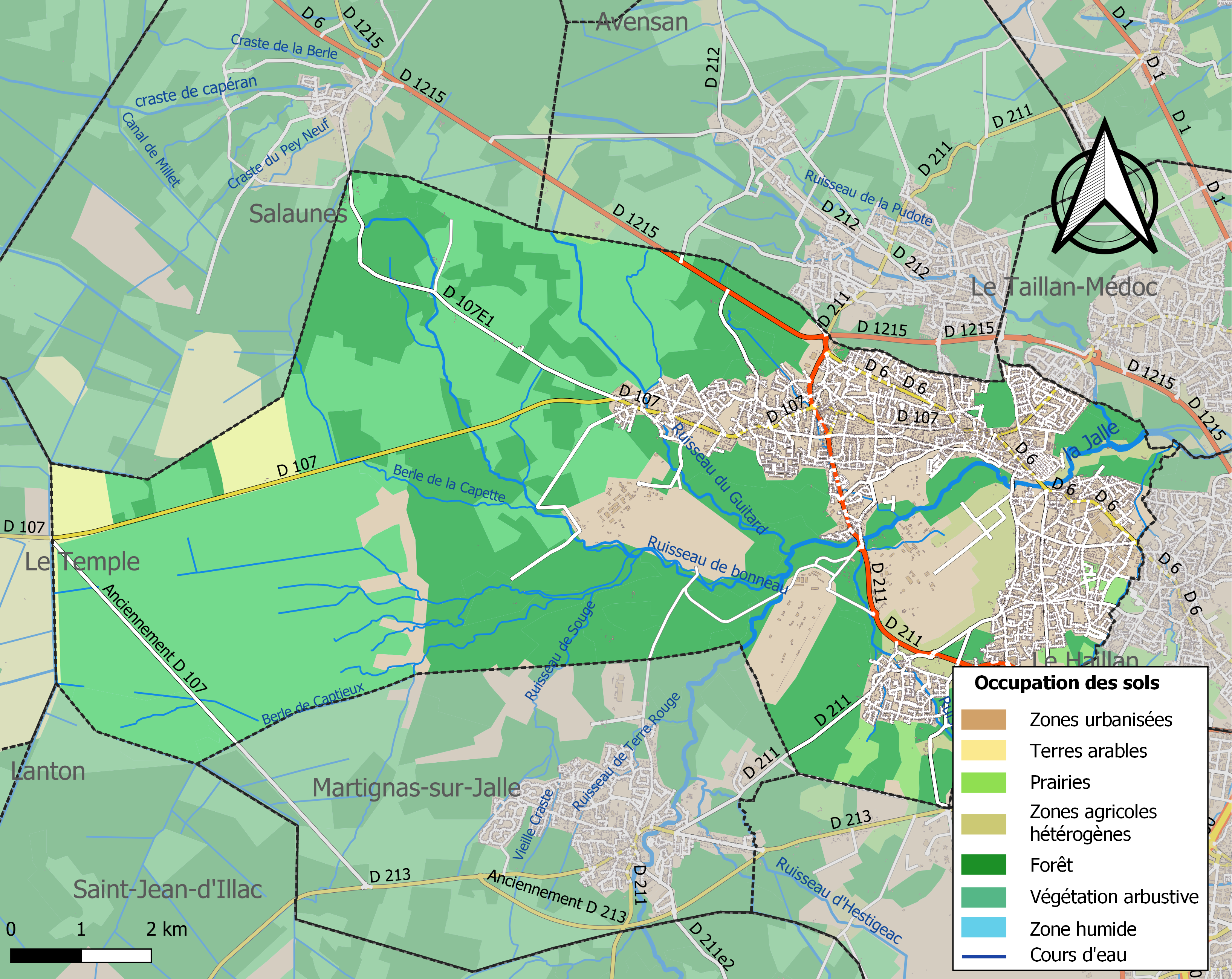

## Demografie
Onderstaande figuur toont het verloop van het inwonertal (bron: INSEE-tellingen).

## Bezienswaardigheden
De site van de kerk Saint-Médard heeft al eeuwenlang een religieuze bestemming. In 1973 en 1987 werd hier een merovinigische necropool uit de 6e en 7e eeuw opgegraven. De romaanse kerk werd gebouwd in de 11e eeuw terwijl de vierkanten klokkentoren 14e-eeuws is. In de gemeente zijn er verschillende kastelen: La Mothe-Gajac, Lafon, Le Bourdieu, Belfort, Feydit en Montplaisir, waarvan er sommige teruggaan tot de middeleeuwen. Van de vroeger talrijke watermolens resten de Moulin de Gajac en de Moulin de Caupian.

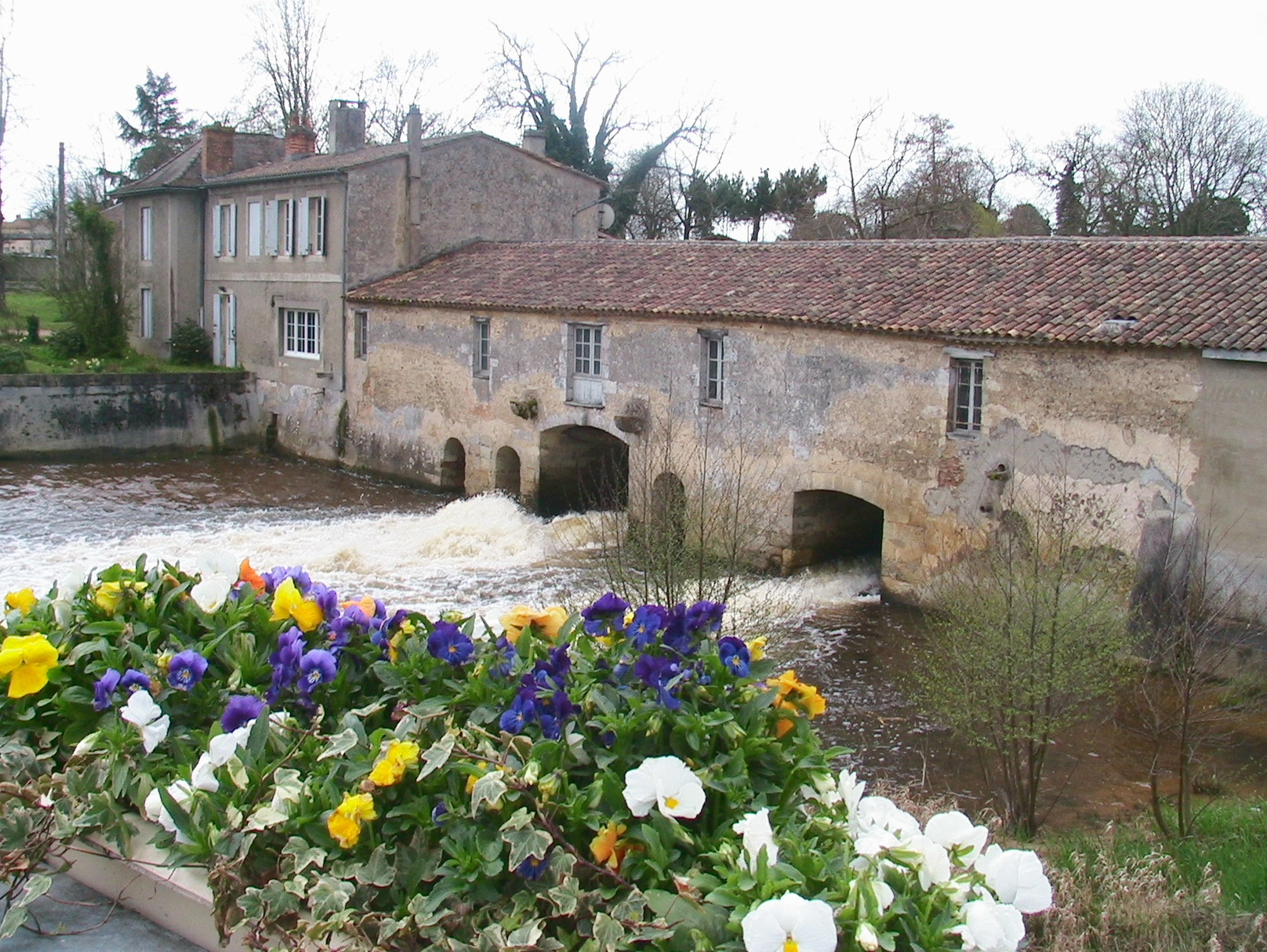
Moulin de Gajac
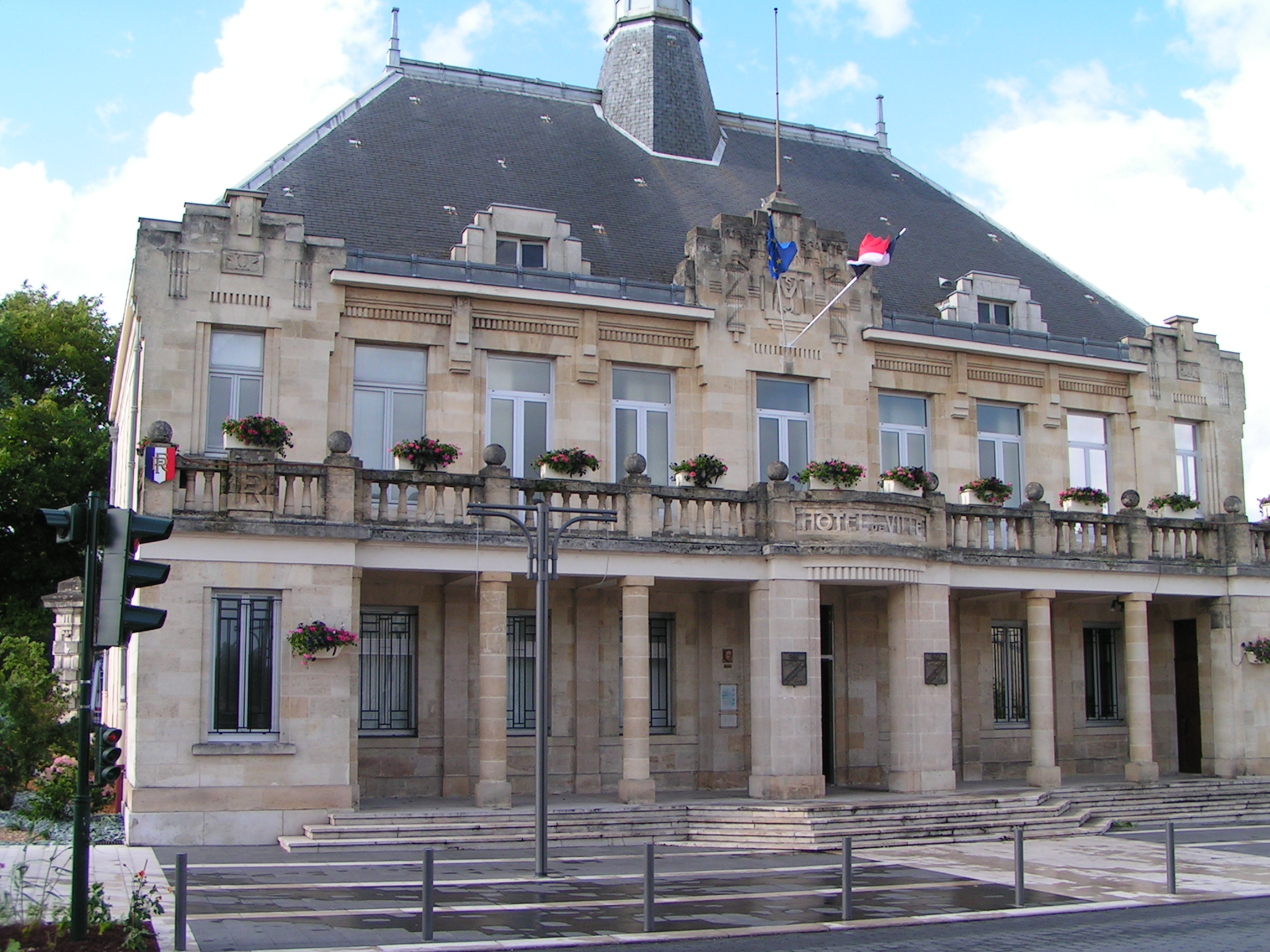
Gemeentehuis
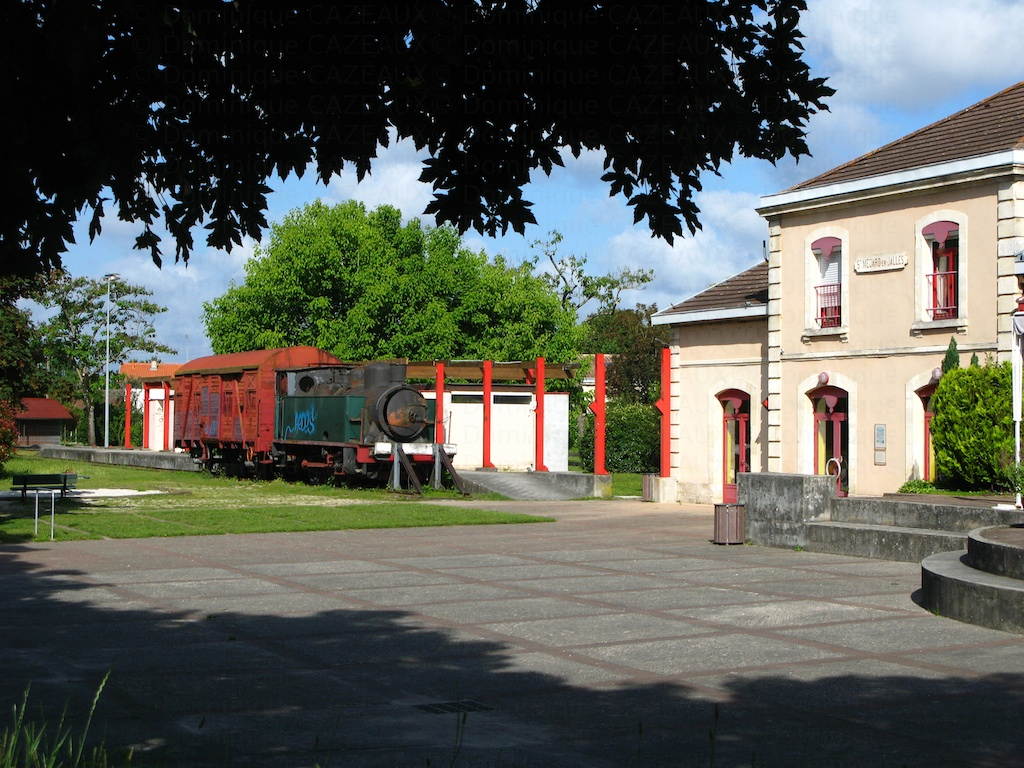
Voormalig station
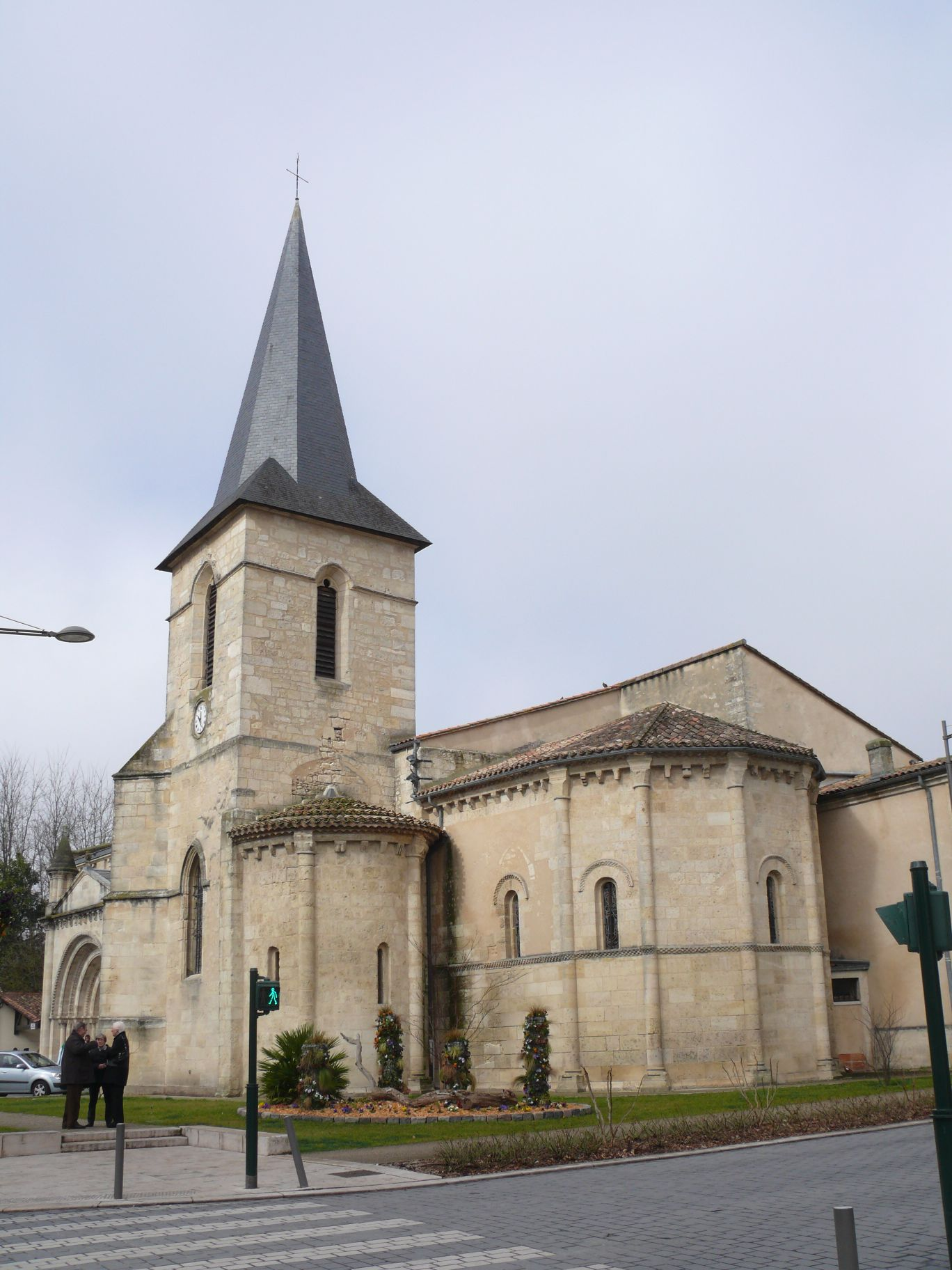
Église Saint-Médard
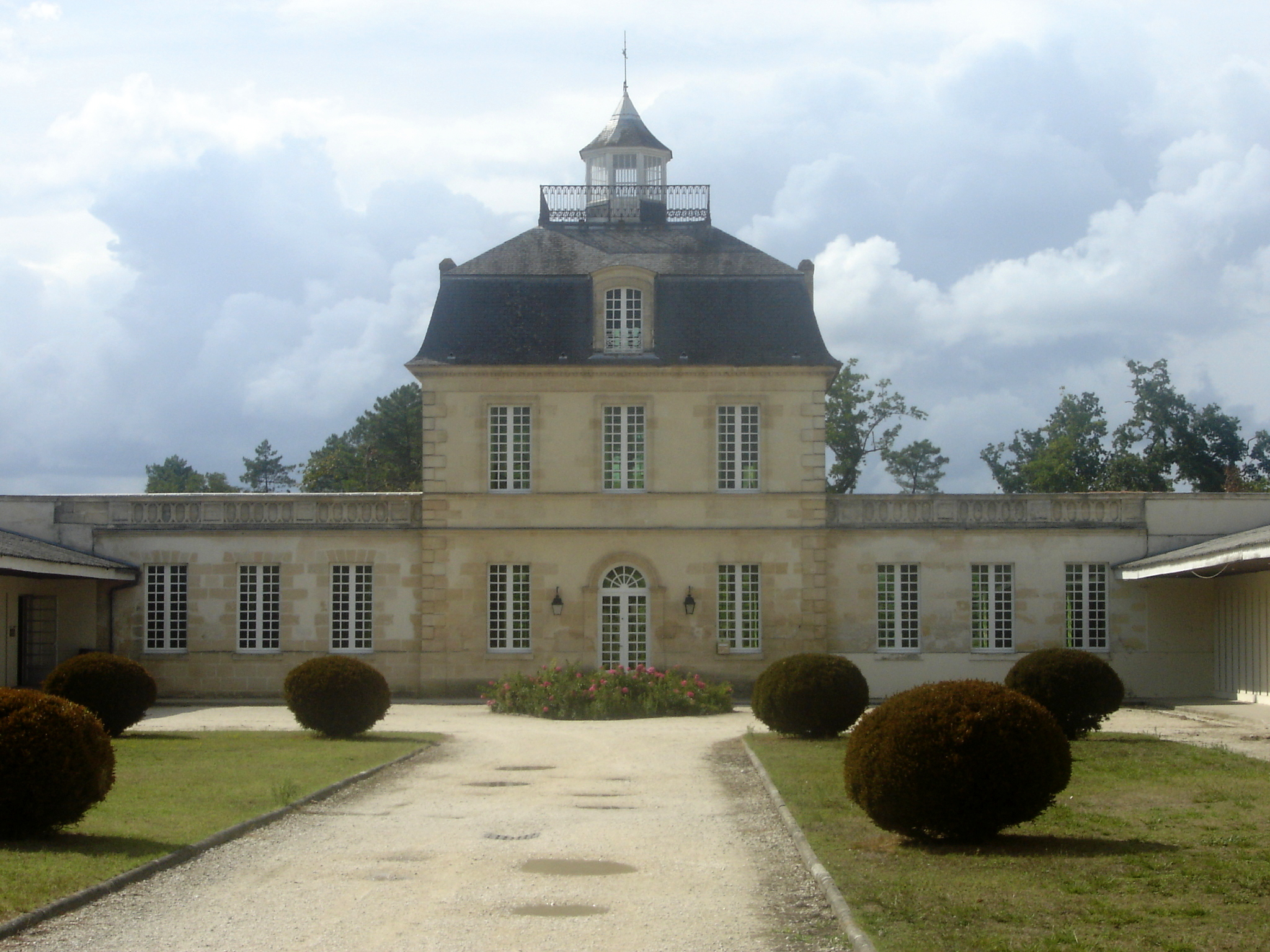
Château Belfort
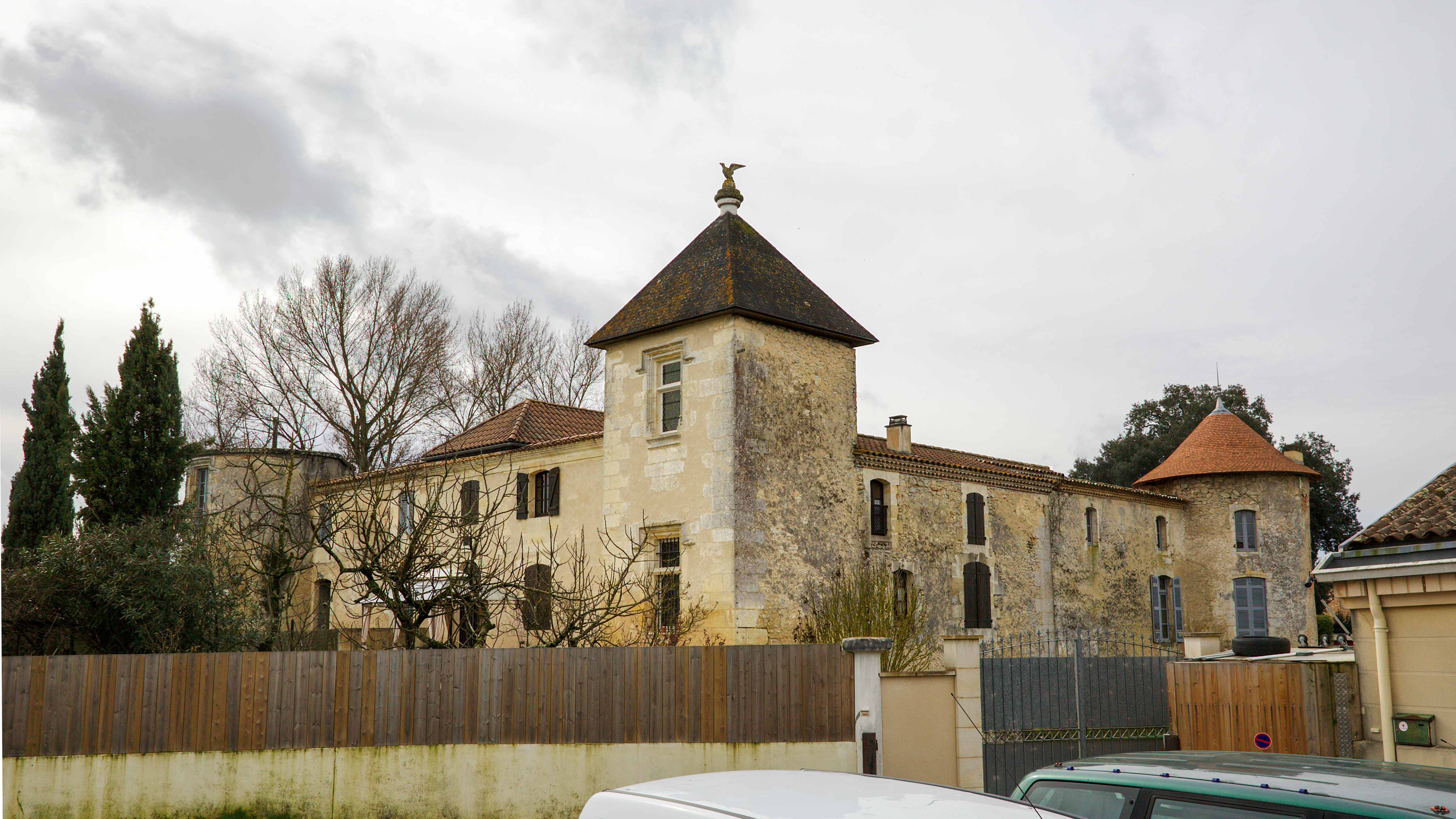
Château la Mothe-Gajac

## Stedenbanden
- Merzig (Duitsland)
- Almansa (Spanje)
- Sabaudia (Italië)